# Tunnel de la Traversette
Le tunnel de la Traversette ou pertuis du Viso (en italien, Buco di Viso, en piémontais Përtus dël Viso) est un tunnel piétonnier de 75 m de long à la frontière franco-italienne vers 2 900 m d'altitude. Creusé à la fin du XVe siècle, il est considéré comme la première percée alpine.

## Situation
Le tunnel est situé sous le col de la Traversette, à la limite des communes de Ristolas, dans les Hautes-Alpes en France, et de Crissolo, dans la province de Cuneo en Italie. D'une longueur d'environ 75 mètres, la galerie en pente vers le côté piémontais s'étage entre 2 900 et 2 915 m d'altitude.

## Histoire

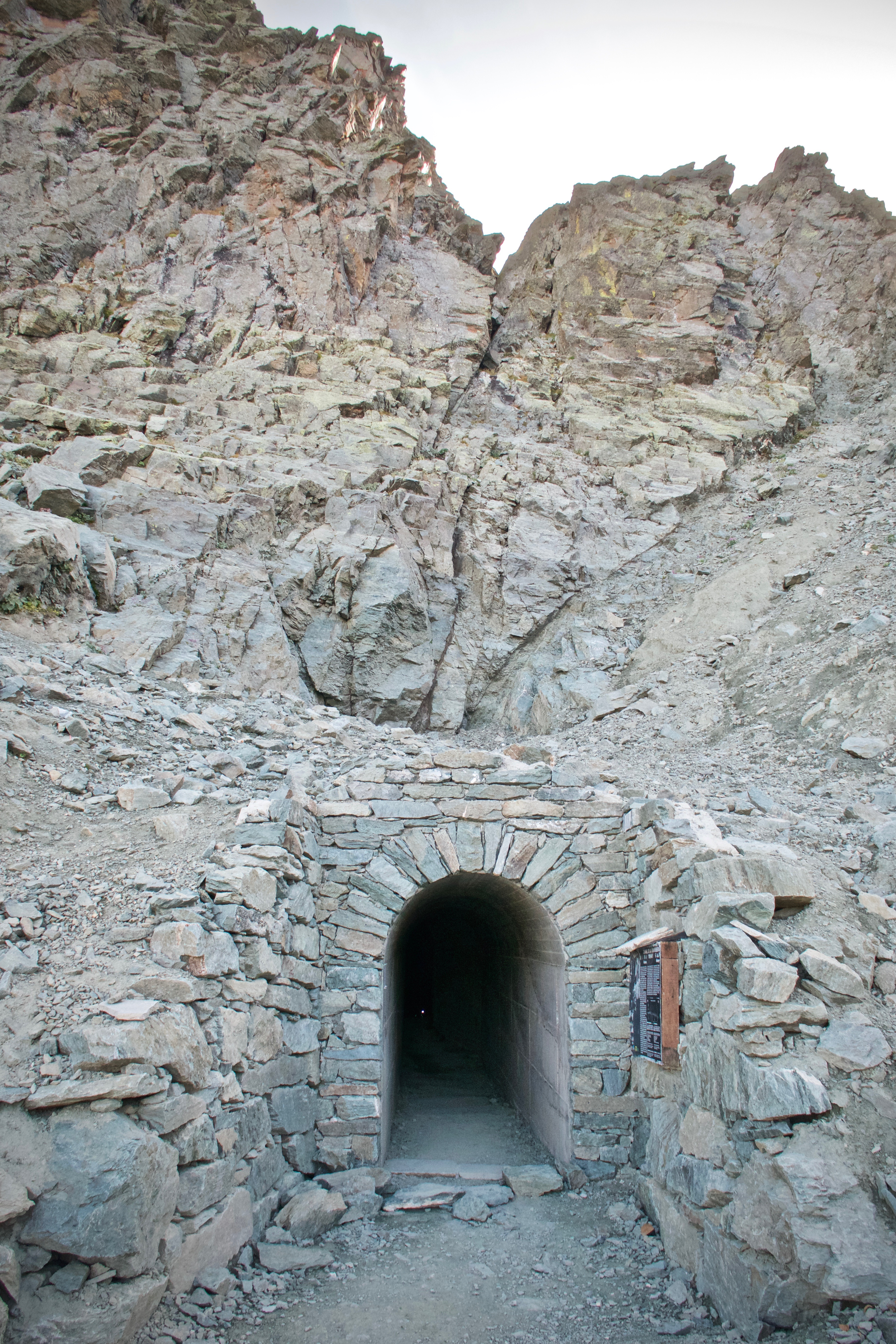
L'entrée du tunnel de la Traversette, côté français, rénové en 2014 (photo datée d'août 2017).

L'ouvrage est creusé entre juin 1479 et novembre 1480, à l'initiative de Ludovic II, marquis de Saluces, pour relier la Provence et le Dauphiné à son marquisat, et en particulier sécuriser la route du sel, extrait des salines de l'étang de Berre. Ce projet, présenté au Parlement de Grenoble, reçoit l'aide du roi de France, Louis XI, du marquis de Montferrat et du seigneur de Provence. Il est dimensionné de manière à permettre le passage d'un mulet bâté et d'un homme courbé. L'emprunter permet d'éviter de franchir le col de la Traversette, à 2 947 mètres d'altitude. 
Sur le plan économique, il permet de réduire de trois jours le trajet de Grenoble à Saluces, en évitant le duché de Savoie qui contrôle alors le col du Mont-Cenis, ce qui favorise le commerce. Les caravanes reliant la Provence à Turin gagnent jusqu'à trois semaines par rapport à l'itinéraire nord qui emprunte le col de Montgenèvre. 
Fermé au XVIe siècle par les troupes du duc de Savoie, rouvert puis fermé à plusieurs reprises, il est redécouvert au début du XXe siècle. Il a été notamment restauré et rouvert en 1907 grâce au concours du Club alpin italien, et du Touring club de France.
Des restaurations ont également eu lieu pendant la seconde Guerre mondiale, puis dans les années 1970, en 1997 et en 1998.
Des travaux de fouille et de sécurisation ont été menés d'août à octobre 2014, ce qui a permis de rendre à nouveau le tunnel accessible, pour les randonneurs et les vététistes. Le tunnel n'étant pas en ligne droite, à mi-parcours il reste dans une obscurité totale. Une source lumineuse est donc indispensable pour le traverser en toute sécurité. 
Le tunnel est toujours praticable à ce jour.
La galerie française du tunnel, plateau et entrée compris, est inscrit aux titre des Monuments Historique depuis le 14 novembre 2024

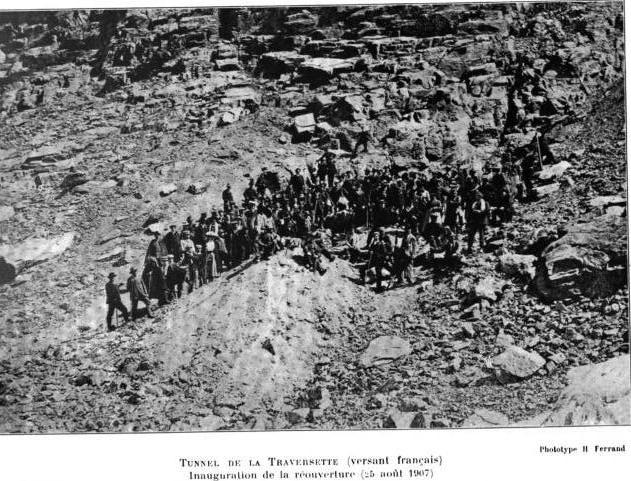
Réouverture du tunnel en 1907.
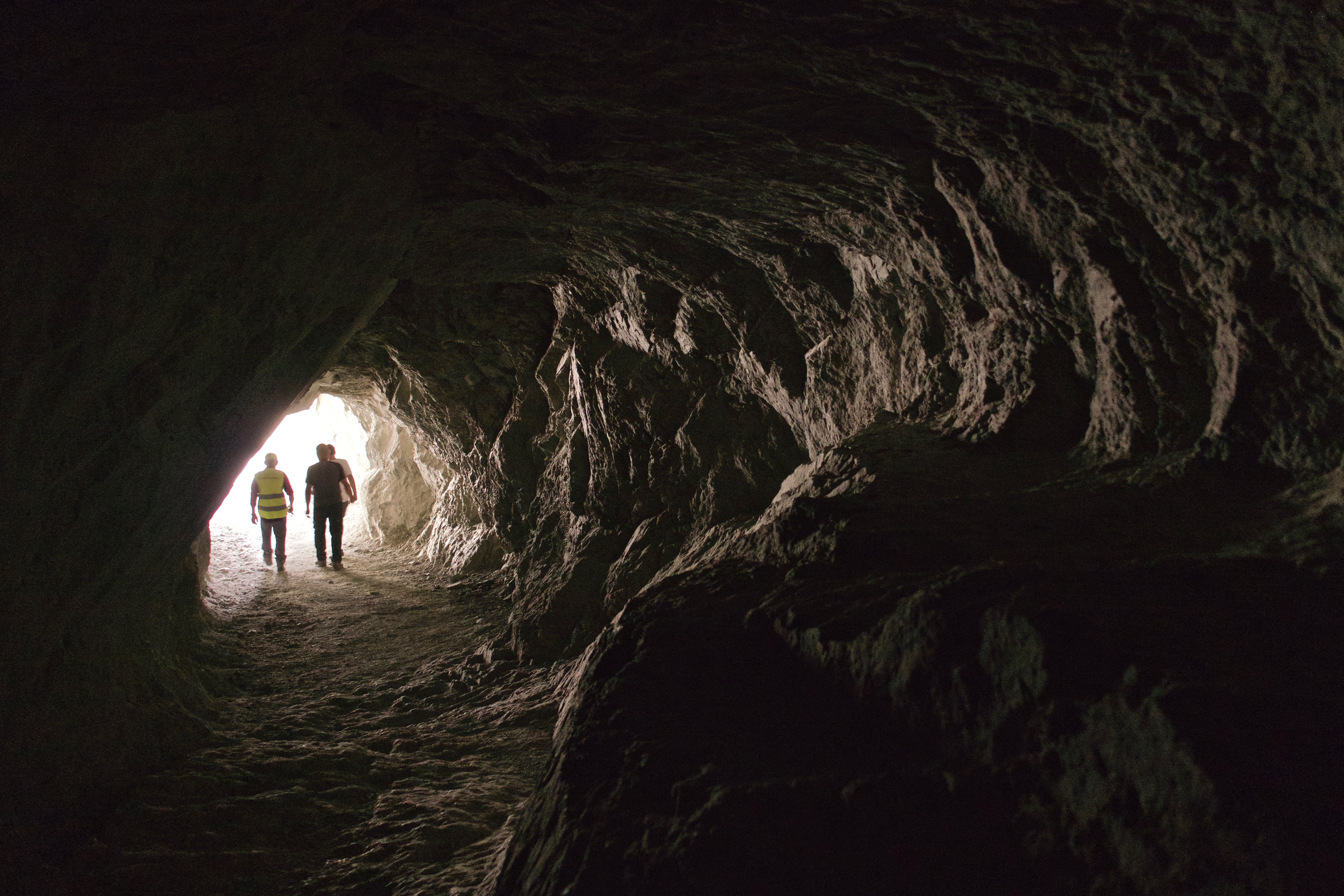
L'intérieur du tunnel, rénové en 2014, vers la sortie italienne.
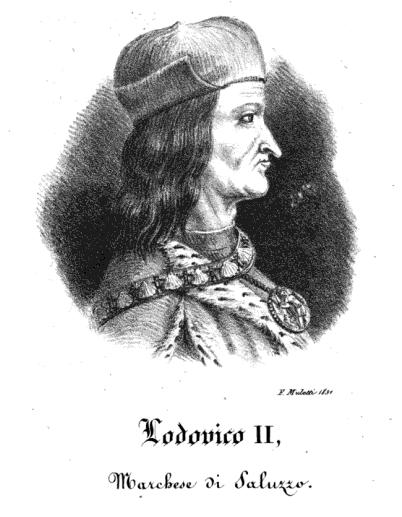
Ludovic II, marquis de Saluces, commanditaire de l'ouvrage.